# Hebanthodes
Hebanthodes es un género monotípico de plantas fanerógamas, de la familia Amaranthaceae. Su única especie: Hebanthodes peruviana, es originaria de Perú donde se encuentra en la provincia de Pasco en Oxapampa a una altitud de 1800 metros.

## Taxonomía
Hebanthodes peruviana fue descrita por Troels Myndel Pedersen y publicado en Bonplandia (Corrientes) 10: 102–104, f. 9. 2000.